# Distretto di Hyderabad (Pakistan)
Il distretto di Hyderabad (in urdu: ضلع حیدر آباد) è un distretto del Sindh, in Pakistan, che ha come capoluogo Hyderabad. Nel 1998 possedeva una popolazione di 2.891.488 abitanti.